# Bollettino delle Reale Orto Botanico di Palermo
Bollettino delle Reale Orto Botanico di Palermo (abreviado Boll. Reale Orto Bot. Palermo) fue una revista científica con ilustraciones y descripciones botánicas que fue publicada en Palermo desde 1897 hasta 1912, continuando con una nueva serie desde 1914 hasta 1921, cuando se publicaron dos números. Fue reemplazada por Lavori del Reale Istituto Botanico di Palermo.